# Piloni
Piloni is een plaats (frazione) in de Italiaanse gemeente Roccastrada in de provincie Grosseto (Toscane).

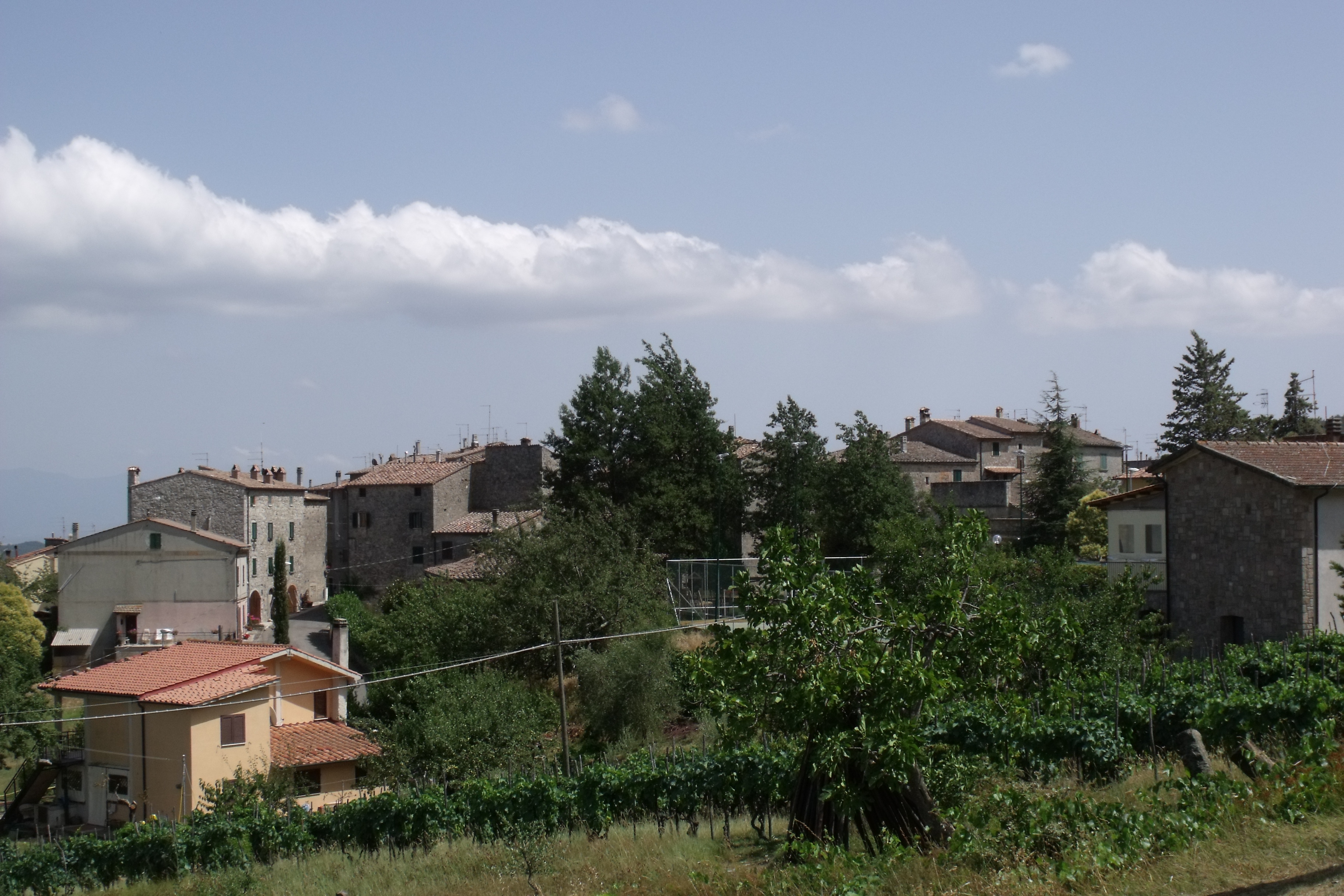
Piloni
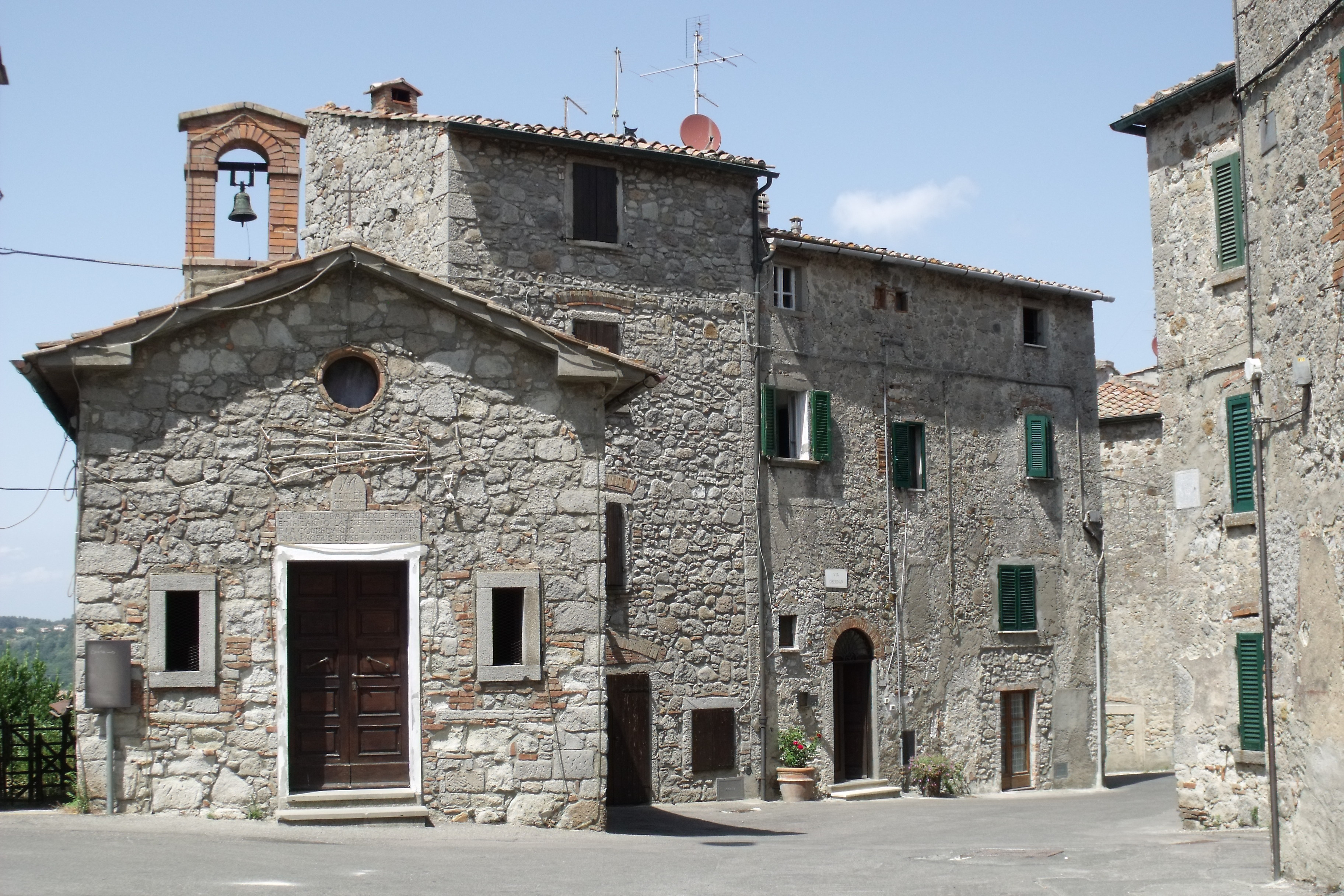
Santa Maria delle Grazie